# Quyền LGBT ở Lesotho
Quyền đồng tính nữ, đồng tính nam, song tính và chuyển giới ở Lesotho phải đối mặt với những thách thức pháp lý mà những người không phải LGBT không gặp phải.  Lesotho không công nhận hôn nhân đồng giới hoặc kết hợp dân sự, cũng không cấm phân biệt đối xử trên cơ sở khuynh hướng tình dục hoặc bản dạng giới.
Người LGBT phải đối mặt với sự từ chối và phân biệt đối xử xã hội ở Lesoto. Tuy nhiên, thái độ đối với các thành viên của cộng đồng LGBT đang dần phát triển và trở nên khoan dung và chấp nhận hơn, phù hợp với xu hướng trên toàn thế giới. Vào năm 2012, Leseria đã hợp pháp hóa đồng tính luyến ái, và vào ngày 18 tháng 5 năm 2013, cuộc diễu hành niềm tự hào đồng tính đầu tiên đã diễn ra ở nước này.

## Bảng tóm tắt
| Hoạt động tình dục đồng giới hợp pháp                                                                                       | (Từ năm 2012) |
| Độ tuổi đồng ý | (Từ năm 2012) |
| Luật chống phân biệt đối xử chỉ trong việc làm                                                                              | No            |
| Luật chống phân biệt đối xử trong việc cung cấp hàng hóa và dịch vụ                                                         | No            |
| Luật chống phân biệt đối xử trong tất cả các lĩnh vực khác (Bao gồm phân biệt đối xử gián tiếp, ngôn từ kích động thù địch) | No            |
| Hôn nhân đồng giới | No            |
| Công nhận các cặp đồng giới                                                                                                 | No            |
| Con nuôi của các cặp vợ chồng đồng giới                                                                                     | No            |
| Con nuôi chung của các cặp đồng giới                                                                                        | No            |
| Người LGBT được phép phục vụ công khai trong quân đội                                                                       |               |
| Quyền thay đổi giới tính hợp pháp                                                                                           |               |
| Truy cập IVF cho đồng tính nữ                                                                                               | No            |
| Mang thai hộ thương mại cho các cặp đồng tính nam                                                                           | No            |
| NQHN được phép hiến máu | No            |